# 28945 Taideding
28945 Taideding este un asteroid din centura principală de asteroizi.

## Descriere
28945 Taideding este un asteroid din centura principală de asteroizi. A fost descoperit pe 24 octombrie 2000 la Socorro, New Mexico, în cadrul proiectului LINEAR. Asteroidul prezintă o orbită caracterizată de o semiaxă mare de 2,48 ua, o excentricitate de 0,19 și o înclinație de 1,6° în raport cu ecliptica.